# Alexander Gordon (antiquaire)
Pour les articles homonymes, voir Gordon.
Alexander Gordon est un antiquaire écossais, mort en Caroline en 1755. Il a laissé, sous le titre d’Itinerarium septentrionale, un voyage dans plusieurs comtés d’Écosse et d’Angleterre (1726-1732), in-fol.; les Vies du pape Alexandre VI et de César Borgia,1729, trad. en franç., 1732 ; une traduction de l’Histoire complète des anciens amphithéâtres de Scipione Maffei, 1730, in-8 ; des descriptions de momies égyptiennes, de hiéroglyphiques et autres antiquités.

## Source
Cet article comprend des extraits du Dictionnaire Bouillet. Il est possible de supprimer cette indication, si le texte reflète le savoir actuel sur ce thème, si les sources sont citées, s'il satisfait aux exigences linguistiques actuelles et s'il ne contient pas de propos qui vont à l'encontre des règles de neutralité de Wikipédia.